# Aldosio 1-deidrogenasi
La aldosio 1-deidrogenasi è un enzima appartenente alla classe delle ossidoreduttasi, che catalizza la seguente reazione:
D-aldosio + NAD+ ⇄ D-aldonolattone + NADH + H+
Agisce su D-glucosio, 2-deossi- e 6-deossi-D-glucosio, D-galattosio, 6-deossi-D-galattosio, 2-deossi-L-arabinosio e D-xilosio.